# Caherkirky
Die beiden eng benachbarten Boulder Burials  (auch Boulder Tombs) von Caherkirky liegen auf einer ebenen Weide, in der Nähe des Oberlaufs des Ihernagh (Fluss), im Townland Caherkirky (irisch Cathair Chirce) nordwestlich von Clonakilty (irisch Cloich na Coillte) im County Cork in Irland.
Burial 1 ist das westliche der beiden Felsblockgräber, die nur etwa 5,0 m auseinander stehen. Der etwa 1,0 m dicke Deckstein ist 2,4 m lang und 2,2 m breit und ruht auf drei Stützsteinen. Die schräge Oberfläche weist nach Westen.
Der etwa 0,8 m dicke Deckstein des kleineren Burial 2 ist 1,7 m lang und 1,3 m breit. Ein Stützstein ist unterhalb des Decksteins auf der östlichen Seite sichtbar.
Ein 2,7 m hoher, 1,9 m breiter und 0,5 m dicker Menhir steht nordöstlich der Boulder Burials. Der massive Stein verjüngt sich zur Basis hin.